# Rubidiumfluorid
Rubidiumfluorid (RbF) är saltet av rubidium och fluorid. Det är en kubisk kristall med bergsaltstruktur och brinner med en lila låga.

## Framställning
Det finns flera metoder för syntes av rubidiumfluorid. Den ena handlar om att reagera rubidiumhydroxid med fluorvätesyra:
RbOH + HF → RbF + H2O
En annan metod är att neutralisera rubidiumkarbonat med fluorvätesyra:
Rb2CO3 + 2HF → 2RbF + H2O + CO2
Den minst använda metoden på grund av kostnaden för rubidiummetall är att reagera den direkt med fluorgas, eftersom rubidium reagerar våldsamt med halogener:
2Rb + F2 → 2RbF

## Användning
Rubidiumfluorid används som råmaterial för framställning av rubidiummetall och olika rubidiumsalter. Den kommer även till användning för tillverkning av katalysator och för tillverkning av mikroceller med hög energitäthet och kristallscintillationsräknare.